# Групер малабарський
Гру́пер малаба́рський (Epinephelus malabaricus) — велика риба з родини кам'яних окунів. Поширена в Червоному морі, на півдні Південної Африки та у водах Тихого океану між південно-східною Австралією та південною Японією. Великі його популяції знаходяться в Лагунах Нової Каледонії.
Довжина рибини може сягати 1,2 м, при цьому вага сягає 150 кг.